# Eyeborgs
Pour plus de détails, voir Fiche technique et Distribution.
Eyeborgs est un film américain réalisé par Richard Clabaugh, sorti en 2009 en direct-to-video.
Le film se déroule aux États-Unis. Afin de lutter contre la criminalité et le terrorisme, le Département de la Sécurité Intérieur se dote d'un tout nouveau dispositif de surveillance à travers la création de drone caméra autonome appelé eyeborgs, des robots sur pattes.

## Synopsis
Au début du film, un message du Département de la Sécurité Intérieur annoncent l'adoption de la loi sur la liberté d'observation avec la mise en œuvre subséquente d'ODIN, acronyme pour Système Optique de Défense lié à l'Information Normalisé, y compris le développement d'un nouveau type de drone caméra mobile, l'éponyme "eyeborg", une sorte d'oiseau robotique avec une caméra à la place de la tête. Le système est directement administré par le département de la sécurité intérieure. Alors que Sankur est sur le point d'acheter un fusil de chasse, un eyeborg observe la transaction à son insu. Le robot est découvert et la transaction est annulée. Les agents de la sécurité intérieure se précipitent ensuite pour découvrir que Sankur s'est échappé et que le vendeur est mort.
De son côté, Brandon, le chanteur d'un groupe connu sous le nom de Painful Daze, est dans une voiture avec une fille. G-Man s'approche d'eux pour leur livrer un sac rare de tabac interdit provenant de Caroline du Nord. Après le départ de G-Man, les duos commencent à fumer le tabac mais sont interrompus et tués par un grand borg à six bras. Avec cette disparition, Jarett devient le nouveau chanteur du groupe lors d'un concert le lendemain soir. Pendant qu'il chante, les oculistes cherchent Sankur, qui est entré dans le bâtiment. Ils déclenchent une alarme qui provoque une panique, au cours de laquelle Sankur tente de tirer sur Jarett. Un eyeborg bloque le tir et Jarett tombe, indemne, mais casse sa guitare. Il est révélé que Jarett est le neveu de l'actuel président des États-Unis.
Sankur est capturé et emmené au bureau régional du DHS. Au cours de l'interrogatoire, on lui montre des images vidéo de son précédent trafic d'armes, montrant qu'il est le meurtrier du dealer. Sankur proteste de son innocence malgré la preuve apparente de la vidéo. L'agent Gunner reçoit alors un message lui demandant de se présenter à la réception et lui et son partenaire quitte la pièce qu'ils verrouillent. Quatre caméras de sécurité eyeborg s'attaquent soudainement à Sankur mais la porte s'ouvre, lui permettant de s'échapper. Une poursuite à pied a lieu, le bloquant au niveau six. Lorsque l'ascenseur qu'il attend s'ouvre, un gros eyeborg surgit et le pousse par-dessus la rampe, le faisant mortellement chuter.
Tandis que Jarett et Ronni sont en train de s'embrasser, les médias informent que le président vient de déclarer la guerre au pays du Zimbekistan, ce qui attire l'attention de Ronni. Elle montre à Jarett une erreur bancaire où une grosse somme d'argent a été déposée sur leur compte depuis le Zimbekistan. De retour au bureau régional du DHS, l'agent Gunner est critiqué pour les images de sécurité montrant qu'il n'a pas verrouillé la porte de Sankur. Pendant ce temps, Barbara, une journaliste et Eric, son cameraman, qui ont été témoins de la mort de Sankur, trouvent un fichier vidéo dans l'appartement de ce dernier. Alors que Jarett se rend chez G-Man, dont le visage est enfin révélé, et lui demande de réparer sa guitare. Au cours de leur rencontre, ils discutent des eyeborgs, que Jarett approuve et auxquels G-Man ne fait pas confiance.
Eric analyse la vidéo de l'appartement de Sankur et appelle Barbara pour lui dire que le fichier vidéo est faux. Alors qu'il est en route dans une camionnette de presse pour lui remettre les preuves, il est attaqué par un nouveau type d'oculomorphe. Le robot tente de le lui faire boire de force le contenu d'une bouteille de whisky et le fait s'écraser, faisant croire que c'est le résultat d'une conduite en état d'ivresse. Bien qu'il parvienne à sortir vivant du camion de presse, il est immolé par un lance-flammes porté par l'eyeborg qui l'a attaqué. Barbara est informée de l'accident et lorsqu'on lui dit qu'il était ivre au volant, elle ne le croit pas. Peu de temps après, G-Man est attaqué et tué par un gros eyeborg. Jarett arrive et est momentanément plaqué au sol par l'eyeborg qui s'échappe, après quoi il trouve le corps de G-Man. Il raconte à Gunner ce qu'il a vu mais la vidéo de la ruelle montre un humain quittant la place de G-Man plutôt qu'un eyeborg.
De plus en plus suspicieux, Gunner demande à Jarett de le rencontrer et lui dit qu'il pense avoir bien vu un eyeborg quitter la scène du meurtre de G-Man, et qu'il soupçonne que le système est compromis, mettant en danger le Président. Il demande à Jarett d'avertir le Président, car on lui a demandé de participer au débat de campagne des élections. Pendant que Jarett est sorti, Ronni est attaquée par deux eyeborgs et parvient à l'appeler mais l'appel est coupé court. Lorsqu'il arrive, il la trouve morte, les poignets tranchés comme si elle s'était suicidée. Jim Bradley et Gunner retournent chez G-Man pour voir s'ils n'ont rien manqué. Ils trouvent une pièce secrète contenant des plans pour des eyeborgs porteurs d'armes, ainsi qu'une variante de C4 malléable qui a été façonnée pour former le protège-micro de la guitare de Jarett. Ils tentent de partir pour avertir le Président que la guitare de Jarett est une bombe mais Jim est tué par un eyeborg, que Gunner parvient à désactiver. Gunner arrive au Millennium Centre, où se déroule le débat présidentiel. Mais lorsqu'il arrive sur scène, il n'y a ni président ni foule présente. Il se rend compte que le président est mort et qu'ODIN est aux commandes, usant de son pouvoir pour déclarer la guerre afin qu'elle puisse se propager dans le pays.
Un groupe de révolutionnaire arrive et commence à tirer sur les agents du DHS. Barbara est attaquée par son nouveau robot-caméra, mais elle indique à Gunner où il peut trouver Jarett. Gunner et son équipe parviennent à libérer Jarett, dont l'image est en train d'être scannée pour être utilisée par ODIN, au moment où deux nouveaux eyeborgs plus mortels attaquent et tuent tout le monde sauf Jarett, Gunner et Barbara. Alors que Gunner part avec Jarett, Barbara lui donne la seule preuve vidéo de ce qui s'est passé au Millennium Centre. Trop blessée pour partir elle-même, elle tire sur les eyeborgs pour les distraire avant de tirer sur la guitare, la faisant exploser ainsi que les barils de liquide inflammable au sous-sol, détruisant tout le bâtiment.
L'explosion étant diffusée à la télévision nationale, le président est considéré comme mort officiellement. Le journal télévisé montre ensuite le vice-président en train de prêter serment et dans une adresse au public déclare que Jarett est un traître envers la nation. On diffuse alors une vidéo de lui faisant exploser sa guitare dans les débats, tuant le président et toutes les personnes présentes. Gunner va voir Jarett, qui est vivant et déguisé en enfant de chœur, et lui dit que la vidéo de Barbara est devenue virale et que même ODIN ne peut l'arrêter.
Le film se termine avec Gunner tirant sur un eyeborg dans une ruelle et déclarant qu'il n'a plus besoin de leurs yeux.

## Fiche technique
- Titre : Eyeborgs
- Réalisation : Richard Clabaugh
- Scénario : Fran Clabaugh et Richard Clabaugh
- Musique : Mark Brisbane
- Photographie : Kenneth Wilson II
- Montage : Fran Clabaugh
- Production : Richard Clabaugh, Charles Peller, John S. Rushton et Kim Swartz
- Société de production : Crimson Wolf Productions
- Société de distribution :  Free Dolphin Entertainment (France)
- Pays :  États-Unis
- Genre : Action, policier, horreur, science-fiction et thriller
- Durée : 102 minutes
- Dates de sortie : 
  - États-Unis : 6 juillet 2009 (DVD)
  - France : 19 octobre 2011 (DVD)

## Distribution
- Adrian Paul (VF : Pierre Dourlens) : Robert J. « Gunner » Reynolds
- Megan Blake : Barbara Hawkins
- Lucas Elliot Eberl : Jarett Hewes
- Danny Trejo : G-Man
- Tim Bell : l'agent de la DHS Agent Sanchez

## Accueil
Anton Bitel pour le magazine Little White Lies évoque un « look de téléfilm » et des « dialogues imparfaits » mais également des « scènes d'action décentes ».